# Андреа Ґез
Андреа Міа Ґез (англ. Andrea Mia Ghez; нар. 16 червня 1962) — американська науковиця-астрономка, докторка філософії, професорка кафедри фізики та астрономії у Каліфорнійському університеті. Лавреатка Нобелівської премії з фізики 2020 року.

## Життєпис
Андреа Ґез народилася 16 червня 1965 року в Нью-Йорку, США. Дитинство пройшло у Чикаго.
Спочатку навчалася за спеціальністю математика, але потім змінила на фізику. Здобула ступінь бакалавра фізики у Массачусетському технологічному інституті в 1987 році.
У 1992 році здобула ступінь доктора філософії в Каліфорнійському технологічному інституті.
Одружена з Томом Латуретте, геологом та науковим співробітником корпорації «RAND». Має двох синів — Евана (нар. 2001) та Майлза (нар. 2005). Захоплюється плаванням.

## Наукова діяльність
Починаючи з 1998 року дві групи астрофізиків під керівництвом Райнгарда Ґенцеля та Андреа Ґез, незалежно одна від одної, проводили дослідження, застосовуючи технології, які усувають спотворення, що вносяться атмосферою Землі, та отримали докази того, що наша галактика має в своєму центрі надмасивну чорну діру, яка в 4 мільйони разів масивніша за Сонце. Андреа Ґез вела спостереження в Обсерваторії Кека, розташованій на Гавайях, Райнгард Ґенцель — у Європейській південній обсерваторії (ESO) Ла-Сілья у Чилі.
Андреа Ґез — професорка кафедри фізики та астрономії в Каліфорнійському університеті. У 2004 році обрана членкинею Національної академії наук США, того ж року, за версією часопису «Discover», увійшла до двадцятки провідних учених США.

## Премії та нагороди
- Премія Енні Джамп Кеннон (1994)[11];
- Стипендія Паккарда (1996)[12];
- Премія Ньютона Лейсі Пірса (1998)[11];
- Премія Марії Ґепперт-Маєр (1999)[13];
- Премія Секлера (2004)[14];
- Стипендія Мак-Артура (2008)[15];
- Премія Крафорда (2012)[16];
- Нобелівська премія з фізики (2020)[17].

Член академій і наукових товариств
- Національної академії наук США (2004).

## Вибрані публікації
- The Multiplicity of T Tauri Stars in the Taurus-Auriga & Ophiuchus-Scorpius Star Forming Regions: A 2.2 micron Imaging Survey // Astronomical Journal. — 1993. — Т. 106. — С. 2005–2023. — Bibcode:1993AJ....106.2005G. — DOI:10.1086/116782.
- High Spatial Resolution Imaging of Pre-Main Sequence Binary Stars: Resolving the Relationship Between Disks and Close Companions // Astrophysical Journal. — 1997. — Т. 490. — С. 353–367. — Bibcode:1997ApJ...490..353G. — DOI:10.1086/304856.
- High Proper Motions in the Vicinity of Sgr A*: Evidence for a Massive Central Black Hole // Astrophysical Journal. — 1998. — Т. 509. — С. 678–686. — Bibcode:1998ApJ...509..678G. — DOI:10.1086/306528.
- Ghez A. M. The Accelerations of Stars Orbiting the Milky Way's Central Black Hole // Nature. — Т. 407, вип. 6802. — С. 349–351. — Bibcode:2000Natur.407..349G. — DOI:10.1038/35030032.
- Ghez A. M. The First Measurement of Spectral Lines in a Short-Period Star Bound to the Galaxy's Central Black Hole: A Paradox of Youth // Astrophysical Journal Letters. — 2003. — Vol. 586, iss. 2 (1 January). — P. L127. — Bibcode:2003ApJ...586L.127G. — DOI:10.1086/374804.
- Ghez A. M. Measuring Distance and Properties of the Milky Way's Central Supermassive Black Hole with Stellar Orbits // Astrophysical Journal. — 2008. — Vol. 689, iss. 2 (1 January). — P. 1044. — Bibcode:2008ApJ...689.1044G. — DOI:10.1086/592738.